# Elena Meißner
Elena Meißner (* 1973 in Wattenscheid) ist eine deutsche Schauspielerin.

## Leben
Elena Meißner wuchs in Wattenscheid auf.
Sie absolvierte von 1997 bis 2000 am Schauspielhaus Bochum als Elevin ihre Schauspielausbildung. Ihre erste Rolle spielte sie im Jahr 1999 in der Komödie Sonnenallee. Seitdem trat sie in mehreren Filmen und Fernsehserien auf, so auch mehrmals in der Tatort-Reihe.
Seit 2001 ist sie auch als Theaterschauspielerin tätig. Sie stand unter anderem am Düsseldorfer Schauspielhaus oder am Theater Lübeck auf der Bühne.
Meißner lebt in Hamburg. Neben ihrer Muttersprache Deutsch spricht sie auch fließend Englisch und Französisch.

## Filmografie (Auswahl)
- 1999: Sonnenallee
- 2001: Heidi
- 2002: Alphateam – Die Lebensretter im OP (Fernsehserie, 1 Folge)
- 2002: Tatort: Undercover
- 2003: Tatort: Der schwarze Troll
- 2003: Tatort: Harte Hunde
- 2004: Doppelter Einsatz (Fernsehserie, 1 Folge)
- 2012: Die Pfefferkörner (Fernsehserie, 1 Folge)
- 2017: Nord bei Nordwest (Fernsehserie, 1 Folge)

## Hörspiele (Auswahl)
- 2000: Philip Stegers: S-Bahn fahr'n (Claudi) – Regie: Detlef Meißner (Original-Hörspiel – WDR)

Quelle: ARD-Hörspieldatenbank